# Stretto Vtoroj Kuril'skij
Lo stretto Vtoroj Kuril'skij (in russo Второй Курильский пролив; in italiano "secondo stretto delle Curili") è un braccio di mare nell'oceano Pacifico settentrionale, nella catena delle isole Curili, che separa l'isola di Šumšu da Paramušir. Si trova nel Severo-Kuril'skij rajon dell'oblast' di Sachalin, in Russia. 
Lo stretto deve il suo nome alla numerazione da nord a sud degli stretti della cresta delle Curili. 

## Geografia
Lo stretto mette in comunicazione il mare di Ochotsk con il Pacifico. Ha una larghezza minima di 1,8 km ed è lungo 30 km. La profondità massima  è di 30 m. Ci sono molte insidie e scogli di superficie sulla costa orientale. Capo Čibujnyj (мыс Чибуйный), la punta occidentale di Šumšu, segna l'ingresso settentrionale allo stretto ed è dotato di un faro (маяк Чибуйный). A sud, dopo capo Ozernyj (мыс Озерный), sulla costa nord-est di Paramušir, si entra nello stretto di Levašov (пролив Левашова), che divide Paramušir dalle isole Ptič'i.
Sull'isola di Šumšu, sulle coste dello stretto, si trovano gli insediamenti di Bajkovo (Байково) e Šumnyj (Шумный); sulla costa di Paramušir si trova la città di Severo-Kuril'sk.